# Otello Montanari
(«Rigore sugli atti di "Eros" e Nizzoli»,  Il Resto del Carlino, 29 agosto 1990)
Otello Montanari (Reggio Emilia, 10 maggio 1926 – Reggio Emilia, 17 aprile 2018) è stato un partigiano e politico italiano.

## Biografia
Nel 1941, a 15 anni si iscrive al Partito Comunista Italiano e, studente all'Istituto di Ragioneria di Reggio Emilia, ha come insegnante la concittadina Nilde Iotti, della quale diventerà collega nella III legislatura della Repubblica Italiana (1958-1963).

### Attività partigiana
Partecipa alla guerra di Liberazione nelle file dei GAP. Rimane ferito il 1º gennaio 1945 durante un conflitto a fuoco con i fascisti sulla Via Emilia nei pressi di Reggio Emilia. I colpi di arma da fuoco lo rendono immobile fino a fine 1946 e claudicante per sempre.

### Attività politica
Nel 1949-1951 è segretario della Federazione mondiale della gioventù democratica il cui presidente all'epoca è Enrico Berlinguer. Nel 1955 accompagna Alcide Cervi (padre dei sette fratelli fucilati dai nazisti a Reggio Emilia) nel lungo viaggio attraverso la Russia, lungo il quale sono ricevuti da diverse personalità.
Deputato per il PCI nella terza legislatura, nell'aprile del 1960 partecipa alle proteste e agli scontri di piazza contro il governo Tambroni. Negli anni ottanta fonda il Comitato Primo Tricolore ed è protagonista con Bettino Craxi della diatriba che divide Milano e Reggio Emilia sulle origini della bandiera italiana (secondo Montanari e altri nata a Reggio Emilia il 7 gennaio 1797).

## Chi sa parli
Presidente dell'Istituto Alcide Cervi e dirigente dell'ANPI, Montanari pubblica il 29 agosto 1990 sul giornale Il Resto del Carlino l'articolo «Rigore sugli atti di "Eros" e Nizzoli», poi ribattezzato "Chi sa parli", in cui invita a far finalmente luce sui delitti compiuti nel dopoguerra, in particolare sull'assassinio dell'ingegnere Arnaldo Vischi, direttore tecnico delle Officine Meccaniche Reggiane.
A difesa e giustificazione delle azioni compiute nell'immediato dopoguerra si levarono numerose voci, soprattutto vicine alla tradizione del Partito Comunista, tra cui quella di Luciano Lama che, pochi giorni dopo la pubblicazione dell'articolo, dichiarò:
(Luciano Lama intervistato da Concita De Gregorio per la Repubblica, 8 settembre 1990)
In conseguenza di ciò vennero rivisti alcuni processi (tra cui quello per l'omicidio di don Umberto Pessina), e nonostante alcuni giudizi positivi Montanari venne espulso dall'Istituto Cervi (sarà riammesso l'anno successivo) di cui era Presidente, dal Comitato Provinciale dell'ANPI e fu aspramente contestato ed emarginato all'interno del Partito Comunista e poi dai Democratici di Sinistra, malgrado fosse stato difeso da alcuni importanti esponenti del mondo partigiano (Maria Cervi) e del partito (Nilde Iotti, Antonello Trombadori, Piero Fassino), e, dopo ventisei anni, nel 2016, fu rivalutata ufficialmente la sua figura dall'ANPI.
(Otello Montanari, la Repubblica)
In merito ebbe a dire Rossana Rossanda:
(Rossana Rossanda, la Repubblica)